# Вик-су-Тиль
Вик-су-Тиль (фр. Vic-sous-Thil) — коммуна во Франции, находится в регионе Бургундия. Департамент коммуны — Кот-д’Ор. Входит в состав кантона Преси-су-Тиль. Округ коммуны — Монбар.
Код INSEE коммуны — 21678.

## Население
Население коммуны на 2010 год составляло 202 человека.
| 1962 | 1968 | 1975 | 1982 | 1990 | 1999 | 2010 |
| ---- | ---- | ---- | ---- | ---- | ---- | ---- |
| 250  | 233  | 203  | 208  | 209  | 203  | 202  |

## Экономика
В 2010 году среди 123 человек трудоспособного возраста (15—64 лет) 91 были экономически активными, 32 — неактивными (показатель активности — 74,0 %, в 1999 году было 73,6 %). Из 91 активных жителей работали 88 человек (47 мужчин и 41 женщина), безработных было 3 (2 мужчин и 1 женщина). Среди 32 неактивных 7 человек были учениками или студентами, 18 — пенсионерами, 7 были неактивными по другим причинам.